# Arturo Escobar
Arturo Escobar (Manizales, 1952) é um cientista social colombiano, notório no campo do pós-desenvolvimento e da ecologia política.

## Vida
Nascido em Manizales, Colômbia, no ano de 1952, estudou engenharia química na Universidad del Valle, graduando-se em 1975. Iniciou uma formação em bioquimica logo em seguida, mudando-se para os Estados Unidos da América um ano depois, onde completou um mestrado em ciência dos alimentos, na Universidade de Cornell, em 1978. Após esse período, entrou em um programa de PhD interdisciplinar na Universidade de Berkeley.
A estadia de Michel Foucault em Berkeley nesse período, provocou em Escobar uma mudança de interesses, com maior atenção para as ciências sociais e questões em torno do desenvolvimento, poder e planejamento. Em seu doutorado combinou pesquisa de campo na Colômbia com uma análise do desenvolvimento internacional a partir das noções de poder elaborada por Foucault. Essa linha de pesquisa estabeleceu Escobar como um proeminente teórico do pós-desenvolvimento. Sua publicação de 1995, Encountering Development (Encontrando o desenvolvimento) consolidou ainda mais sua notoriedade no campo. A partir da metade da década de 1990, Escobar desenvolve um engajamento crescente com a ecologia política, especialmente através de sua pesquisa sobre a população afro-colombiana da costa pacífica do país.